# Maatsuyker-Inseln
Die Maatsuyker-Inseln sind eine zum australischen Bundesstaat Tasmania gehörende Inselgruppe im Südpazifik. Sie liegen nur wenige Kilometer vor der Südküste der Insel Tasmanien.

## Geographie
Zur Gruppe, die sich von Nordost nach Südwest über etwa 13 Kilometer Luftlinie erstreckt, gehören sechs kleine Inseln und zwei Felsinselgruppen:
| Inselname         | Aliasname | Koordinaten           | Fläche | Einwohner | Anmerkung   |
| ----------------- | --------- | --------------------- | ------ | --------- | ----------- |
| De Witt Island    |           | 43° 36′ S, 146° 21′ O | 5,17   | -         |             |
| Flat Witch Island |           | 43° 37′ S, 146° 17′ O | 0,64   | -         |             |
| Walker Island     |           | 43° 38′ S, 146° 16′ O | 0,15   | -         |             |
| Western Rocks     |           | 43° 38′ S, 146° 19′ O | 0,01   | -         | Inselgruppe |
| Flat Top Island   |           | 43° 38′ S, 146° 23′ O | 0,01   | -         |             |
| Round Top Island  |           | 43° 39′ S, 146° 22′ O | 0,01   | -         |             |
| Maatsuyker Island |           | 43° 39′ S, 146° 17′ O | 1,86   | -         |             |
| Needle Rocks      |           | 43° 40′ S, 146° 15′ O | 0,15   | -         | Inselgruppe |

Mitunter werden, obwohl weit abgelegen, hinzugezählt: die Breaksea Islands, Eddystone Rock, Kathleen Islands, Mewstone, Pedra Branca, Shanks Islands sowie die Trumpeter-Inseln.

## Nutzung
Lediglich auf der Hauptinsel Maatsuyker Island befinden sich Bauten, ein heute automatisch betriebener Leuchtturm und eine unbemannte Wetterstation sowie ein kleiner Hubschrauberlandeplatz.
Die Inseln sind Teil des Southwest-Nationalparks von Tasmanien.